# Schloss Hambach
Das Schloss Hambach im gleichnamigen Ortsteil Hambach der Gemeinde Niederzier im Kreis Düren ist ein ehemaliges Jagdschloss der Herzöge von Jülich. Bei dem Schloss handelt es sich um eine rechteckige Vierflügelanlage mit vier Ecktürmen. Es sind jedoch nur noch Teile von zwei Flügeln und drei Türmen erhalten. Die ursprüngliche Größe der Anlage lässt sich nach den jüngsten Restaurierungen wieder ungefähr erahnen. Besonders eindrucksvoll sind die beiden den Eingang flankierenden Türme, die im Zuge der Restaurierung in Wohnraum umgewandelt wurden.

## Geschichte
Das heutige Schloss ging aus einer Burg hervor, die um 1280 durch den Grafen Walram von Jülich erbaut wurde. Im Dezember 1512 brannte der Bau infolge einer Pulverexplosion nieder, wurde in der Folgezeit wieder aufgebaut und durch Herzog Johann erweitert. Zwischen 1558 und 1565 wurde es dann im Auftrag Herzog Wilhelms V. von Jülich-Kleve-Berg zu einem repräsentativen Renaissanceschloss ausgebaut und durch ihn als Veranstaltungsort glanzvoller Jagdgesellschaften genutzt. Als Architekten zeichneten Alessandro Pasqualini und sein Sohn Maximilian Pasqualini verantwortlich. Von hier aus jagte der Herzog und sein Gefolge im wildreichen Hambacher Forst.
1659 tagte der Landtag des Herzogtums Jülich auf dem Schloss. Im 18. Jahrhundert wurde es als kurfürstliches Lustschloss genutzt, ehe es 1769 zu einem Kloster umgewandelt wurde.
Die Franzosen erklärten es 1794 zum Nationalgut und verkauften von 1801 bis 1805 das Inventar. Des Weiteren rissen sie den Nordturm und den Nordwestflügel ab. Ab 1805 wurden Wiesen und zugehöriges Land des Schlosses an Bauern verpachtet, nach dem Zweiten Weltkrieg nur noch der Burggraben. 1845 ging das Schloss in den Besitz der aus Frankfurt stammenden Familie Claessen über, deren Nachfahren es bis heute bewohnen.
1944 war der Bau im Zuge der heftigen Kämpfe an der Rur Hauptquartier des deutschen 959. Volksgrenadierregiments und wurde von den Amerikanern mit schwerem Artilleriefeuer belegt, was auf der Westseite umfangreiche Zerstörungen nach sich zog, während das eigentliche Wohngebäude nur leicht beschädigt wurde. Nach dem Zweiten Weltkrieg wurde es als Notunterkunft benutzt.
In den Jahren 1957 bis 1958 wurde der Westturm restauriert und 1998 bis 2002 die erhaltenen Ruinen gesichert, restauriert und zum Teil neu aufgebaut. Sie dienen nun als Wohnungen.

## Bilder

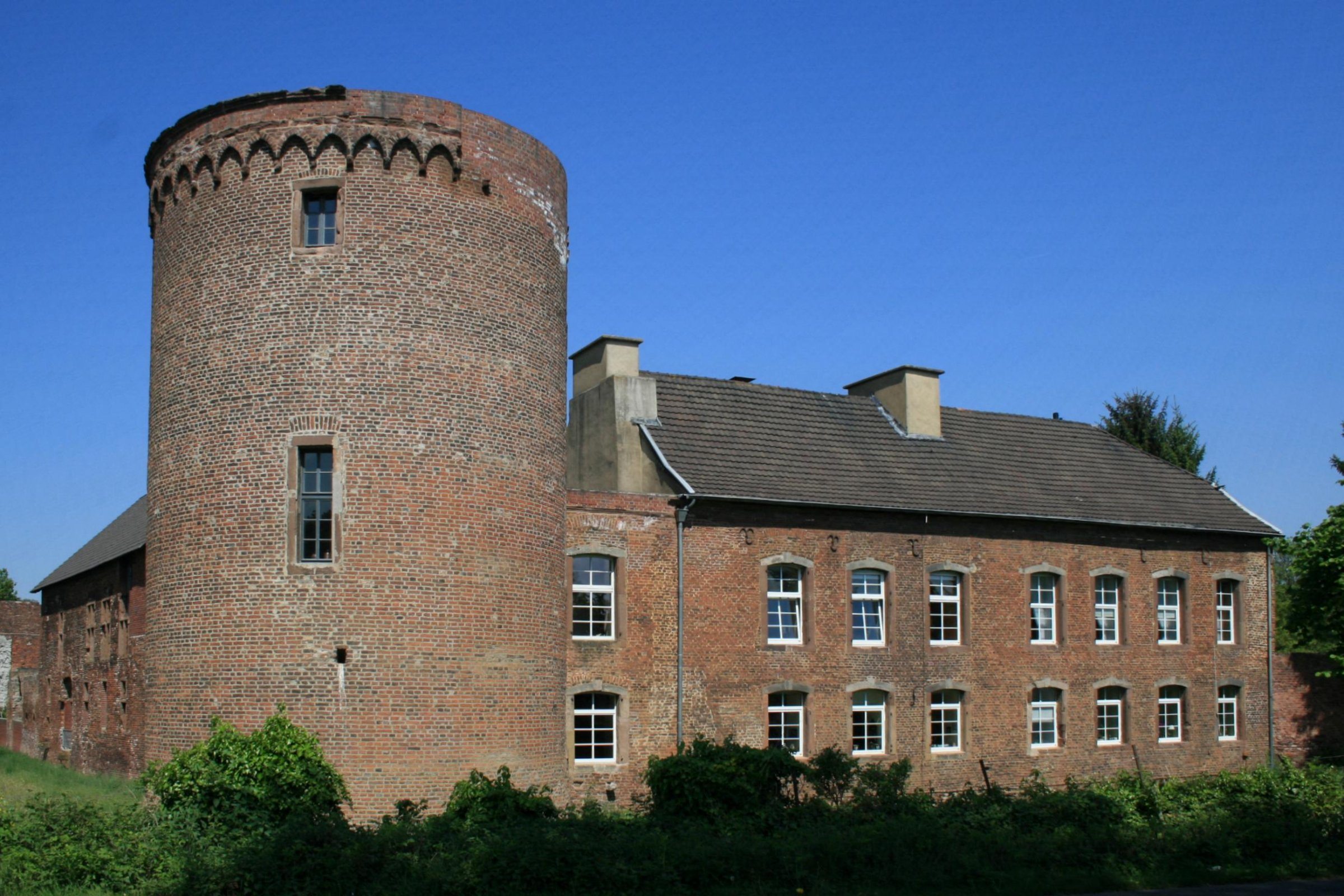
Der südwestliche Turm
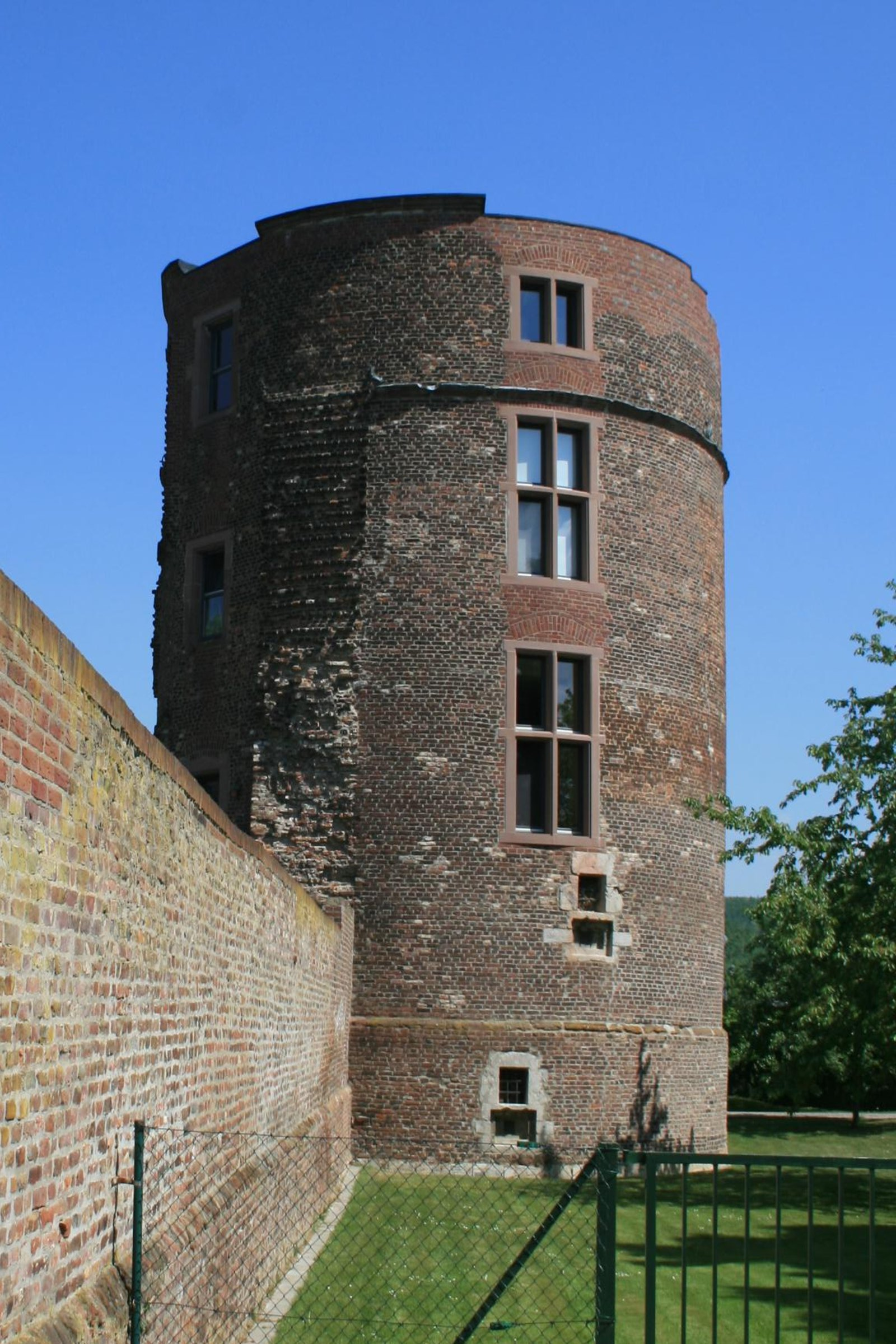
Der südöstliche Turm mit teilweise neuem Mauerwerk und Fenstern. Die Höhe der alten Fassade ist zu erkennen
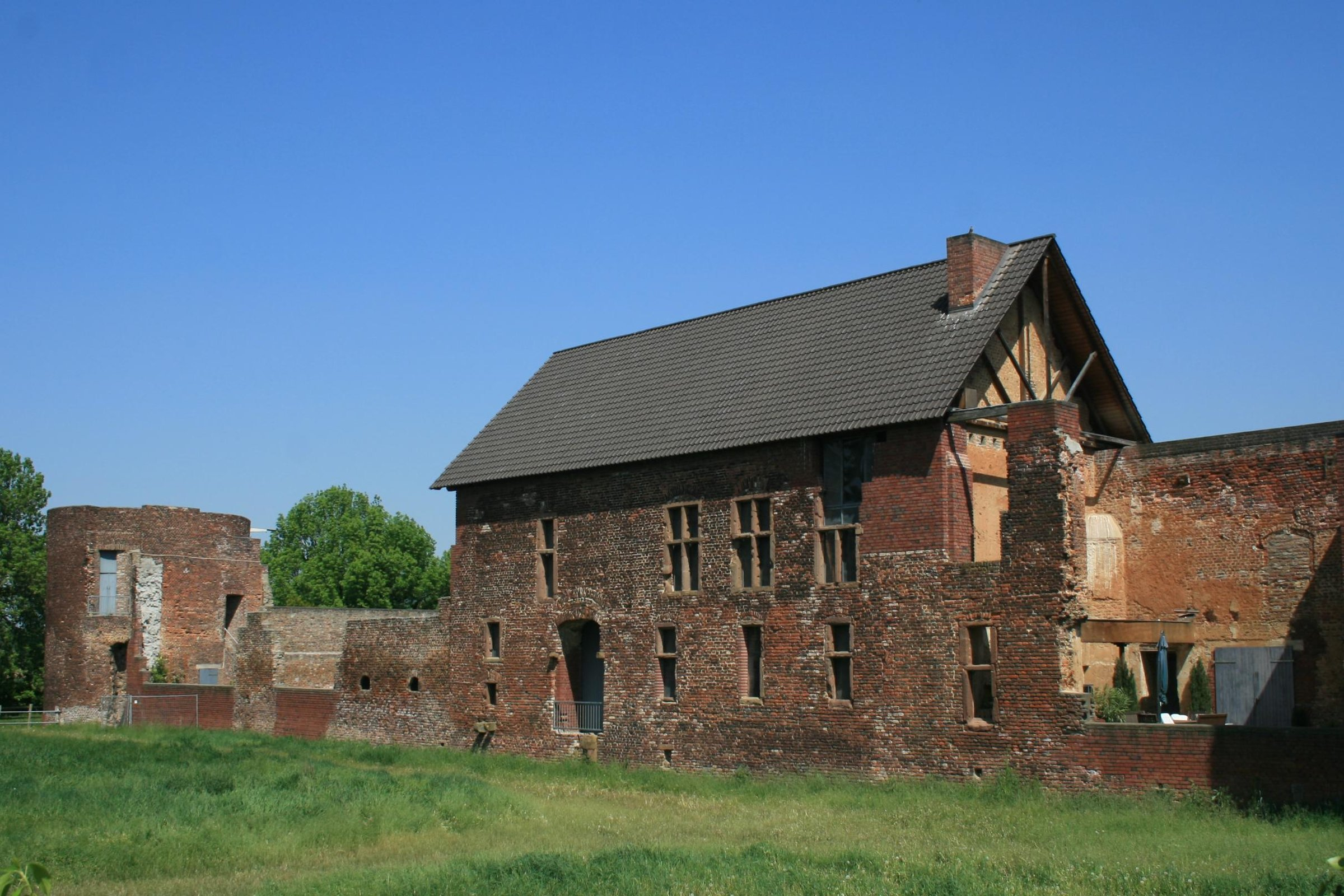
Der nordwestliche Turm mit davor liegender Weidefläche
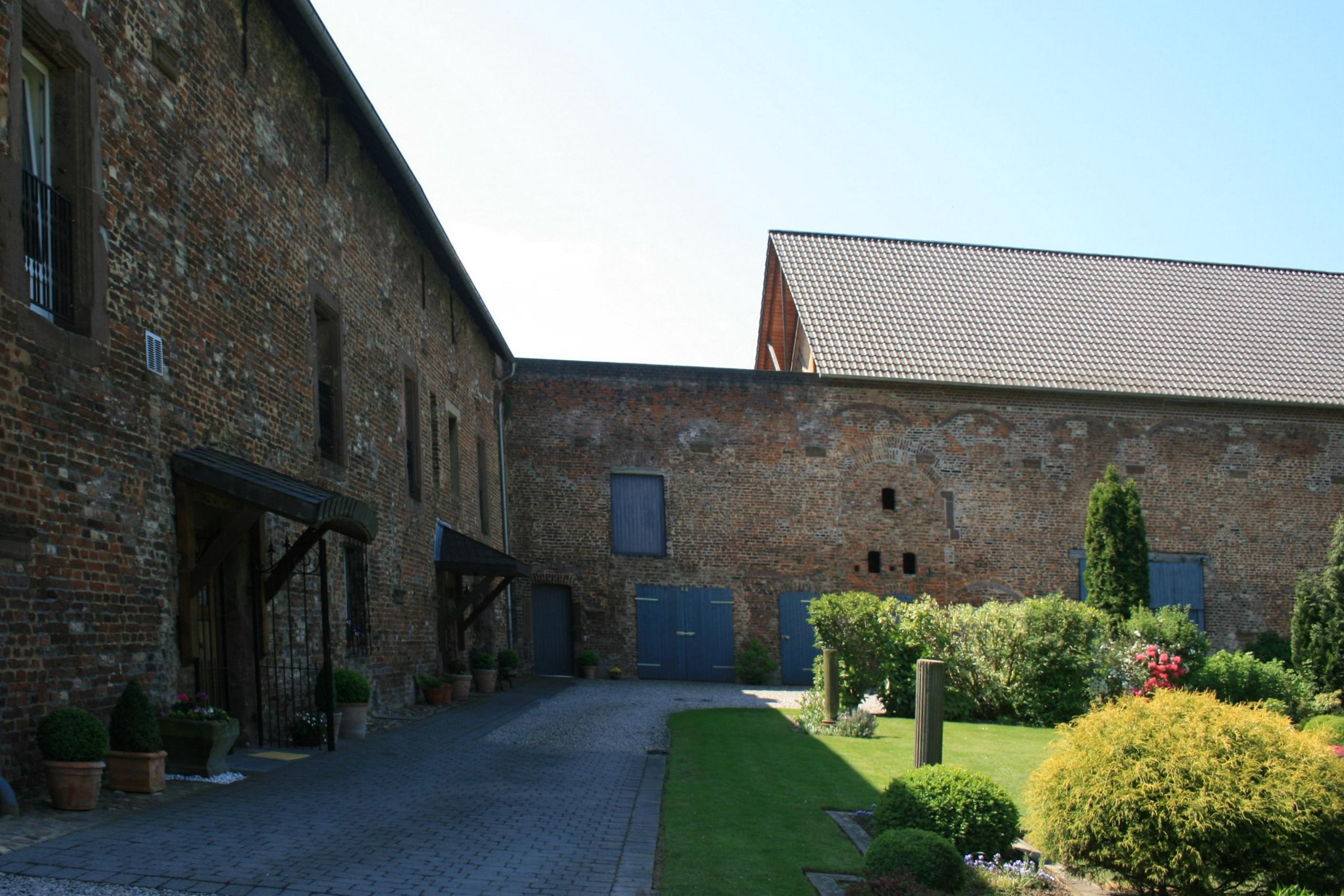
Innenhof mit Blick auf den westlichen Gebäudeteil